# Réguiny
Réguiny (bret. Regini) – miejscowość i gmina we Francji, w regionie Bretania, w departamencie Morbihan.
Według danych na rok 1990 gminę zamieszkiwało 1490 osób, a gęstość zaludnienia wynosiła 53 osoby/km² (wśród 1269 gmin Bretanii Réguiny plasuje się na 420. miejscu pod względem liczby ludności, natomiast pod względem powierzchni na miejscu 311.).